# 六斑异瓢虫
六斑异瓢虫（学名Aiolocaria hexaspilota）是瓢虫科（Coccinellidae）的一种甲虫；成虫可以长达13毫米。以苹果、柳树、核桃树上的卵、幼虫和蛹为食，常见于混合针叶林和阔叶林。在中国秦岭、长江流域、台湾岛中部及北部等地区广泛分布。

## 外部來源
中国科学院动物研究所. . 国家动物标本资源库.   [2024-07-18].